# نورا (فلم 2003)
نورا فيلم مغربي من إنتاج قناة 2M سنة 2003.

## قصة الفيلم
يصور الفيلم معاناة شابة في مقتبل العمر، وقعت ضحية لاعتداء جنسي. أما أحداث الفيلم فهي عبارة عن بحث بوليسي جد محبك، يميزه التشويق والغموض إلى نهايته، حيث تفك عقدة القصة. وبذلك يكون حكيم نوري قد تعرض لموضوع جد حساس يتمثل في الاغتصاب والإجهاض.

## طاقم العمل
- حنان الإبراهيمي
- عزيز الحطاب
- هشام الإبراهيمي
- رفيق بوبكر
- يوسف الجندي
- فاطمة الجبيع
- ماريا صادق
- محمود بلحسن
- محمد نعيمان
- كريمان[بحاجة لمصدر]